# یونایتد انجین کورپوریشن
یونایتد انجین کورپوریشن (روسی: Объединённая двигателестроительная корпорация) یک ابرشرکت دولتی روسی در زمینهٔ طراحی، توسعهٔ فناوری و تولید موتور هواپیماهای نظامی، مسافربری و برنامه‌های اکتشاف فضایی است. این ابرشرکت، همچنین توربین برای تولید برق، حرارت و خطوط انتقال گاز (ایستگاه‌های تقویت فشار گاز) و توربین‌های گازی پیشران دریایی را توسعه داده و تولید می‌کند.